# Johnny Madsen
Johnny Madsen (født 31. marts 1951 i Thyborøn, død 4. november 2024 i Nordby) var en dansk musiker, sangskriver og kunstmaler bosat på Fanø. Udover adskillige soloalbum udgav han tre album med trioen Dalton, der udover Madsen bestod af Allan Olsen og Lars Lilholt.

## Musikalsk karriere
Johnny Madsen startede med at spille i lokale orkestre omkring Nr. Nissum Seminarium. I midten af 1970'erne blev han medlem af folkemusikgruppen Rumlekvadrillen, der udgav tre album. Mod slutningen af årtiet var han med i et bluegrassorkester ved navn La Porta Band, der også udgav et album.
Det var Madsens sange på dette album, der gav ham mod til at gå solo, og han debuterede i 1982 med et album under eget navn, De tørre er de best... men våde er de flest. Han fik siden stor succes med sin solide blues-baserede musik og sine poetiske danske tekster, der især i starten af hans karriere ofte kunne være surrealistiske. Med sit orkester Johnny Madsen Band, som bestod af Knud Møller på guitar, Henrik From på trommer og Niels Mogensen (kaldt Nello) på bas, var han kendt for at give intense og medrivende koncerter, og han turnerede igennem flere årtier hvert år i hele Danmark. En speciel vinteraktivitet var hans turneer med den akustiske trio bestående af Madsen, Knud Møller og Henrik From.
Ved siden af sin egen karriere var Johnny Madsen sammen med Peter Belli, Nanna og Billy Cross, med i gruppen Hobo Ekspressen, der i 1989 fik et pænt hit med nummeret En at bli' som, der var en oversat version af Travelling Wilburys-sangen Handle with care. Desuden turnerede Madsen i perioder med Allan Olsen og Lars Lilholt som trioen Dalton, der udgav tre album, Dalton i 1992, Tyve ti i 2009 samt live-albummet Dalton var her! i 2010.

## Som kunstmaler
Ud over musikkarrieren malede Johnny Madsen fra han var ganske ung, og han opnåede efterhånden også et ganske pænt navn inden for denne kunstart. Hans billeder var inspireret af ekspressionister som Vincent van Gogh og Jens Søndergaard. Hans farvestærke værker, oftest udført i akryl, rummer en tidløs portrættering af unavngivne personer eller skildringer af mennesketyper. Johnny Madsen udtalte selv, at inspirationen til malerierne ofte opstod ved udsigten fra scenekanten til det medlevende publikum - hans evne til at skabe værker, der taler både lokalt og universelt, gjorde ham til en eftertragtet kunstner for samlere og kunstelskere.
Han udstillede sine værker flere steder, herunder i sit eget Madsens Galleri på Fanø, samt på Jens Nielsen og Olivia Holm Møller Museet i Holstebro. Han havde desuden solo-udstillinger på Kvægtorvet, Odense 2007; Denise Bibro Fine Art, New York 2009, og i Galleri 7, Frederikshavn. Hans værker hænger endvidere på flere danske repræsentationer, blandt andet den danske ambassade i Washington og på den danske generalkonsuls kontor i New York.
Johnny Madsens billeder findes også i Liberal Alliances gruppeværelse på Christiansborg, hvor de kom op at hænge på partiets initiativ, trods et nej fra Chistiansborgs kunstudvalg, som ikke mente, at hans billeder havde den fornødne kunstneriske kvalitet.
I sin fritid var Johnny Madsen en ganske habil golfspiller.

## Politiske synspunkter
Johnny Madsen afslørede ved flere lejligheder sine markante politiske synspunkter. Han var selverklæret liberalist - den personlige frihed var det væsentligste for ham, og han langede gerne ud efter alle, der gjorde indhug i den.
Han var desuden medstifter af "friheds-bandet" Den Gule Negl sammen med kunstnerne Kim Larsen, Thomas Helmig og Klaus Kjellerup - bandet blev etableret i protest mod statens indgreb i borgernes frihedsrettigheder, specielt rygeloven fra 2007, som gjorde det kriminelt at ryge tobak på danske arbejdspladser og restaurationer. Den Gule Negl udgav sangen Hold dig på måtten i 2008 med en tilhørende musikvideo.
Rygeloven var en særlig torn i øjet på Johnny Madsen. I perioden 2013-2016 optrådte han, sammen med kollegaen Klaus Kjellerup, som foredragsholder og digtoplæser med kritik af rygeloven ved flere frihedsarrangementer på københavnske barer. De to finansierede også en 10.000 kroners bøde til en værtshusholder, der trodsede rygeloven ved at tillade rygning for gæsterne på sit værtshus i Maribo.

## Litterære værker
Johnny Madsen blev i efteråret 2008 portrætteret i bogen Særling fra verdens ende. Samtaler om og med Johnny Madsen (People's Press) – skrevet af freelancejournalist Anders Houmøller Thomsen. Bogen blev i 2016 udgivet i en ny og opdateret udgave. Den udkom første gang som lydbog i 2021 (Impact Press).
Johnny Madsens egne erindringer blev udgivet i 2023 under titlen Tilværelsen blev min skæbne, Bogen blev iflg Pricerunner årets store julegaveindkøb i 2024 efter hans død.
Johnny Madsen var en af få levende danskere som opnåede at få en vej opkaldt efter sig. Hans barndomsvej, Tværvej, der ligger tæt på Sneglehuset i Thyborøn, er omdøbt til Johnny Madsens Vej. Vejskiltet blev stjålet kort efter offentliggørelsen, men blev dog siden erstattet.

## Diskografi

### Soloalbum
- De tørre er de best... men våde er de flest (1982)
- Madsens septiktanker (1986)
- Chinatown, yellow moon og den sorte fugl (1987)
- Udenfor sæsonen (1988)
- Nattegn (1989)
- Bounty Blue (1991)
- Halgal halbal – dobbelt live (1992 – dobbelt live-cd)
- Ses vi i Slesvig (1994)
- Madsens største – fyrre af de fede (1996 – dobbelt opsamlings-cd)
- Room service (1997)
- The Blues (1998 – engelsksproget)
- Checkpoint Charlie (1999)
- Den blinde lotterisælger... (2001)
- Regnmanden (2003)
- Madsen på den anden side (2004 – opsamlings-cd)
- En nat på Jorden (2005 – opsamlings-cd)
- Spidsen af kuglen (2007)
- De tørre & de bedste (2007 – dobbelt opsamlings-cd + live-cd og -dvd)
- Le New York (2011)
- Godt nyt (2015)

### Med Dalton
- 1992 Dalton
- 2009 Tyve ti
- 2010 Dalton var her!

### Med andre
- 2008 Den Gule Negl: Hold dig på måtten